# Stalinskraporna

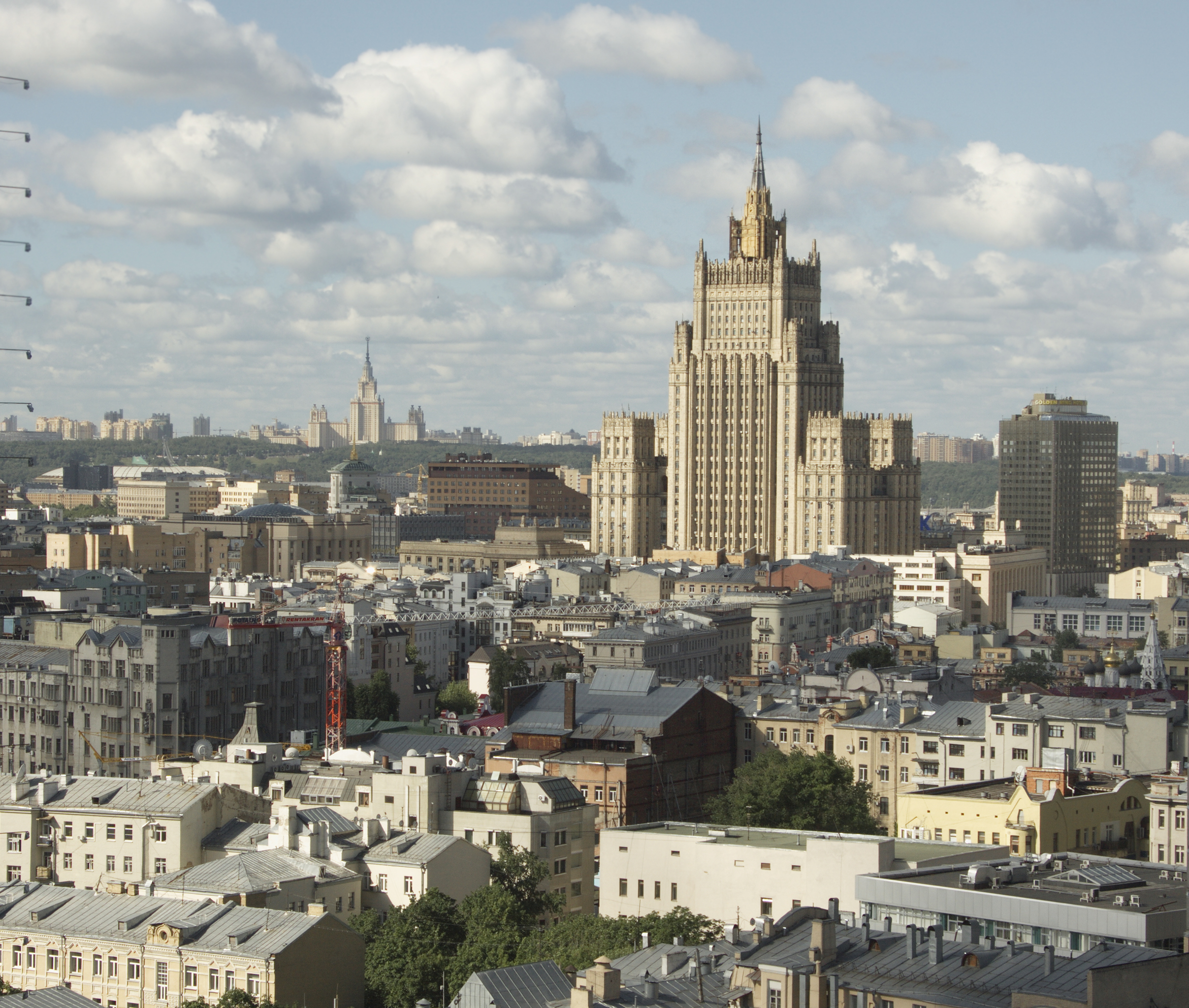
En av de sju systrarna - utrikesministeriet i Moskva. Vid horisonten syns en annan syster - Moskvas universitet.

Stalinskraporna eller Stalins Sju systrar ("vysotki" på ryska) är sju skyskrapor som byggdes i Moskva under de sista åren av Stalins styre, från 1947 till Stalins död 1953. Dessa exempel på stalinistisk arkitektur bär på influenser av rysk-ortodoxa katedraler, Kremltornen, nyklassicism och 1930-talets skyskrapor i USA, samt det berömda, imposanta byggnadskomplexet Manhattan Municipal Building i New York.

## De sju skyskraporna
Det första sovjetiska höghusprojektet, Sovjeternas palats, avbröts av den tyska invasionen av 1941. Stålkonstruktionen demonterades 1941-42 och användes för att stärka Moskvas försvarsring och därefter övergavs platsen. Mellan 1947 och 1956 presenterade palatsets arkitekt Boris Jofan sex nya skisser av palatset i mindre skala - alla hans skisser förkastades av partiet. År 1946 hade Stalin fått en annan idé - att bygga "vysotki", en kedja av medelstora skyskrapor. Enligt Nikita Chrusjtjov förklarade Stalin sina tankar om skyskraporna med dessa ord: " Vi vann kriget ... utlänningar kommer till Moskva, de går runt, och det finns inga skyskrapor. Om de jämför Moskva med kapitalistiska städer är det ett moraliskt slag mot oss". Mellan januari 1947 (då det officiella dekretet om "vysotki" kom) och september 1947 (den formella invigningen) valde man ut platserna för de tänkta höghusen.
Inget är känt om hur valet av platser gjordes eller om utvärderingen av husens design. Arbetsprocessen (1947-1948) hölls hemlig - ett tecken på Stalins personliga hårt hållna ledning. Arbetet med att projektera höghusen gavs till en ny generation av mogna arkitekter. I april 1949 när vinnarna av Stalinpriset för 1948 utsågs fick alla åtta designerteam som arbetade med skyskraporna första och andra klassens utmärkelser; utvalda enligt projektens status och inte deras arkitektoniska värde. Grundstenen till universitetsskrapan hade lagts i september 1947 och 1953 stod alla sju systrarna klara.
Höghusens konstruktion baserades på kraftiga stålramar med tak av armerad betong och en fyllning av murverk på betongplattor som kunde vara 7 meter tjocka. Fasaderna täcktes med keramiska plattor, upp till 15 kvadratmeter stora, som säkrades med ankare i rostfritt stål. Byggnadernas höjd var inte begränsad av politisk vilja utan av brist på teknik och erfarenhet - konstruktionerna var betydligt tyngre än de amerikanska skyskrapornas.

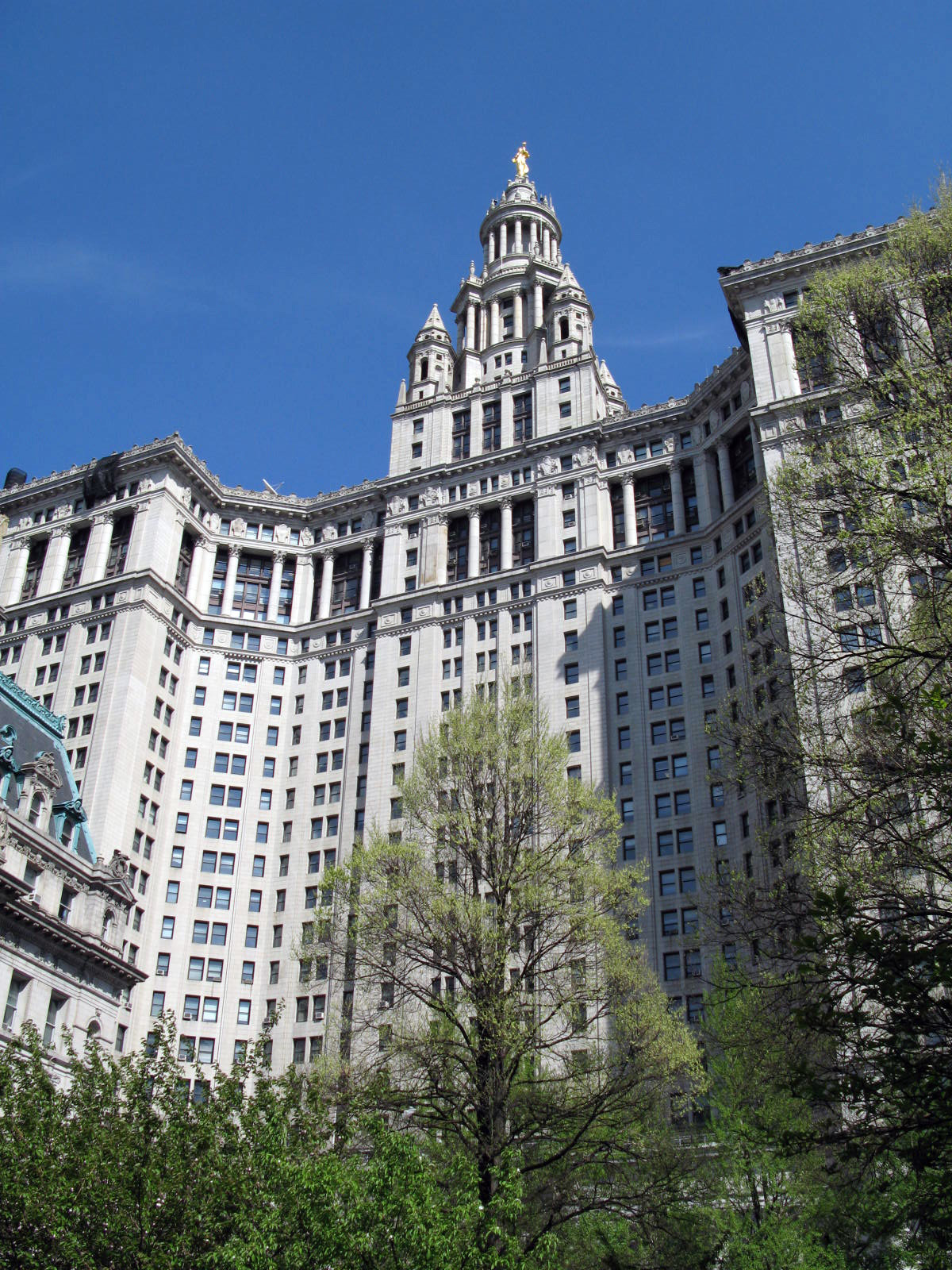
En förebild - Manhattan Municipal Building i New York uppförd 1907 -1914.
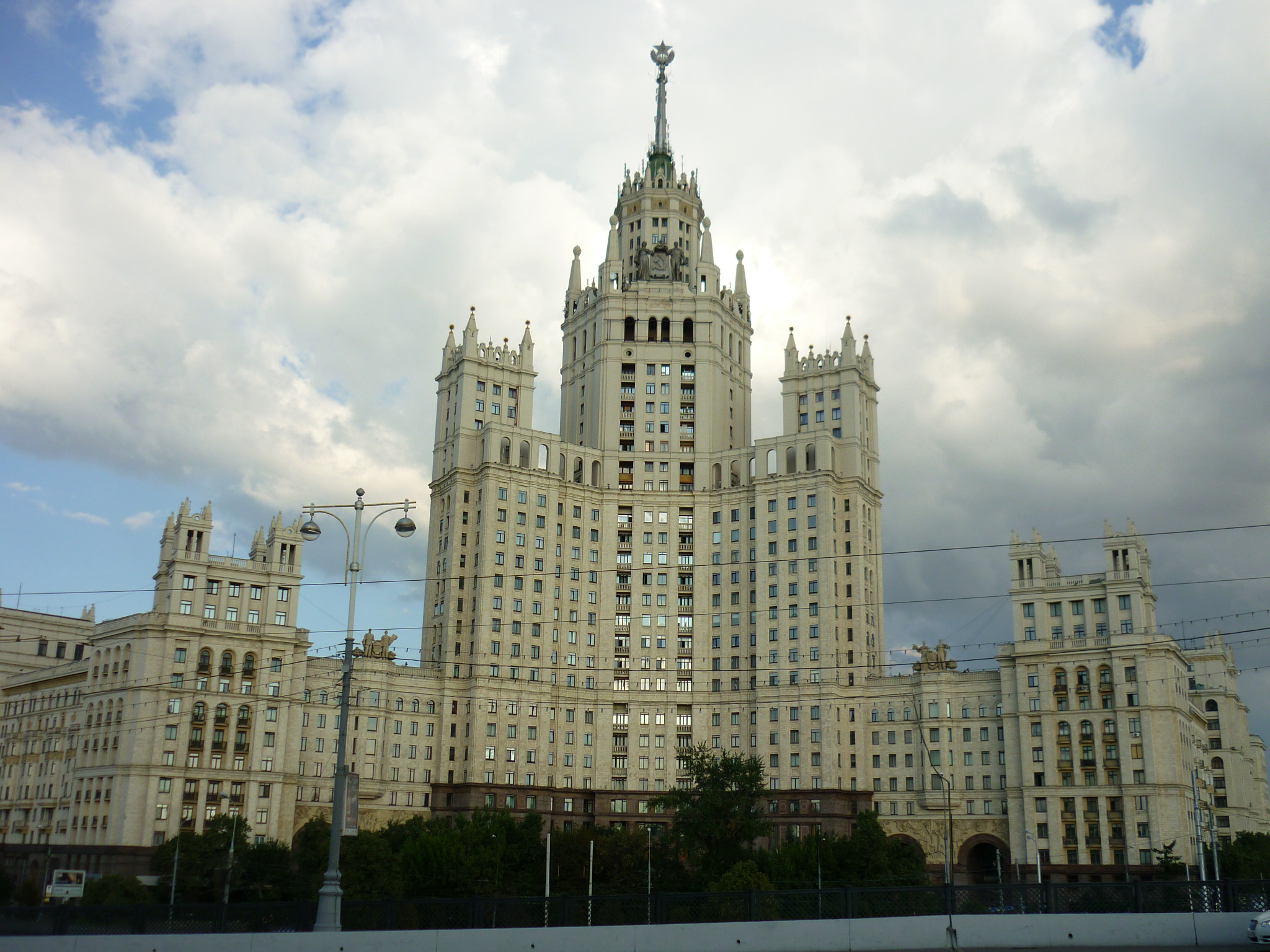
Bostadshus i Kotelnitjeskaja Naberezjnaja.
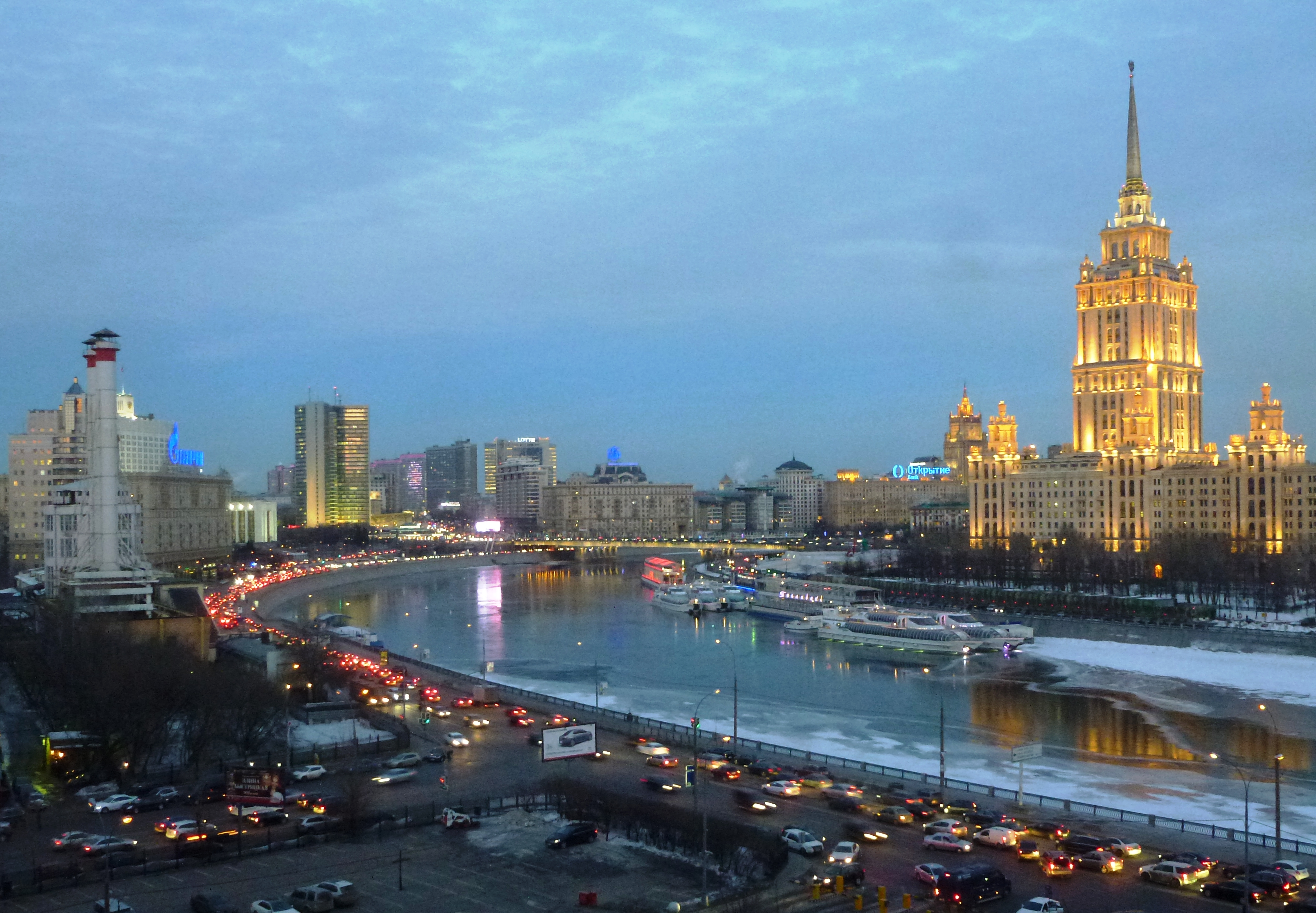
En av systrarna - Hotel Ukraina i Moskva.
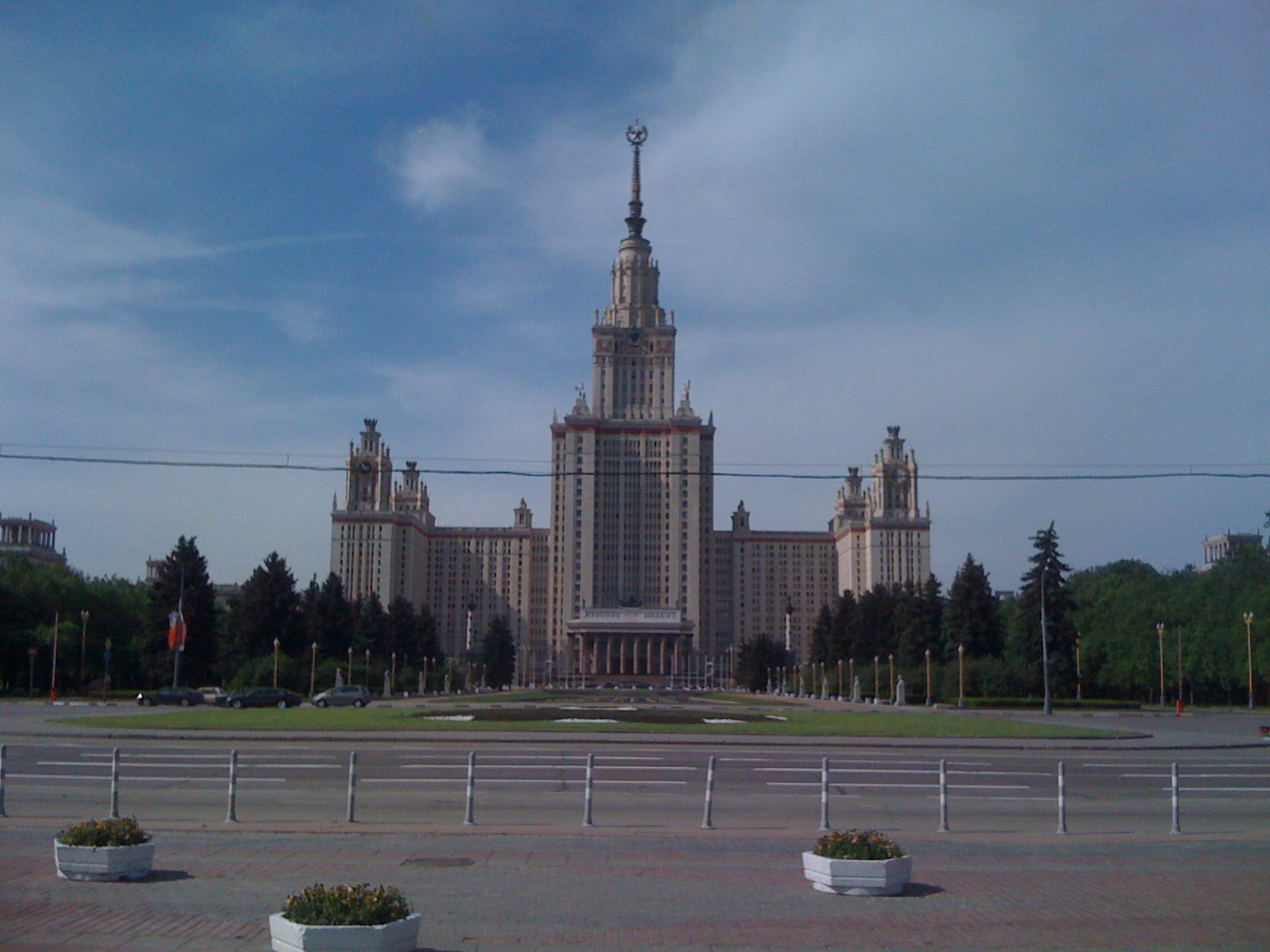
Moskvas universitet - en annan syster.

## Uppförda systrar
De Sju systrarna är idag
- Moskvas universitets huvudbyggnad
- Bostadshus i Kotelnitjeskaja Naberezjnaja
- Hotell Ukraina, (Украина)
- Hotell Leningradskaja
- Rysslands utrikesdepartement
- Röda Portarna, Rysslands departement för tung industri
- Bostadshus på Kudrinskajatorget

## Andra icke realiserade systrar
Förutom Sovjeternas palats finns även en handfull andra, icke-realiserade höghusprojekt i den serie som idag kallas Sju systrar. Ett välkänt exempel är skyskrapan Zarjadje, vilket planerades att uppföras vid Röda torget i Moskva. Efter Stalins död 1953, växte en opinion inom kommunistpartiet fram mot att bygga skyskrapan; man ansåg att den höga byggnaden, som skulle uppföras i Kremls omedelbara närhet, skulle överskyla Rysslands och Sovjetunionens historiska maktcentrum Kreml. På tomten uppfördes istället den lägre byggnaden Hotell Rossija (ryska: Hotell Ryssland), ett hotell med över 3 000 rum och därmed ett av världens största tills det revs 2006.

## Systrar i andra socialistiska länder

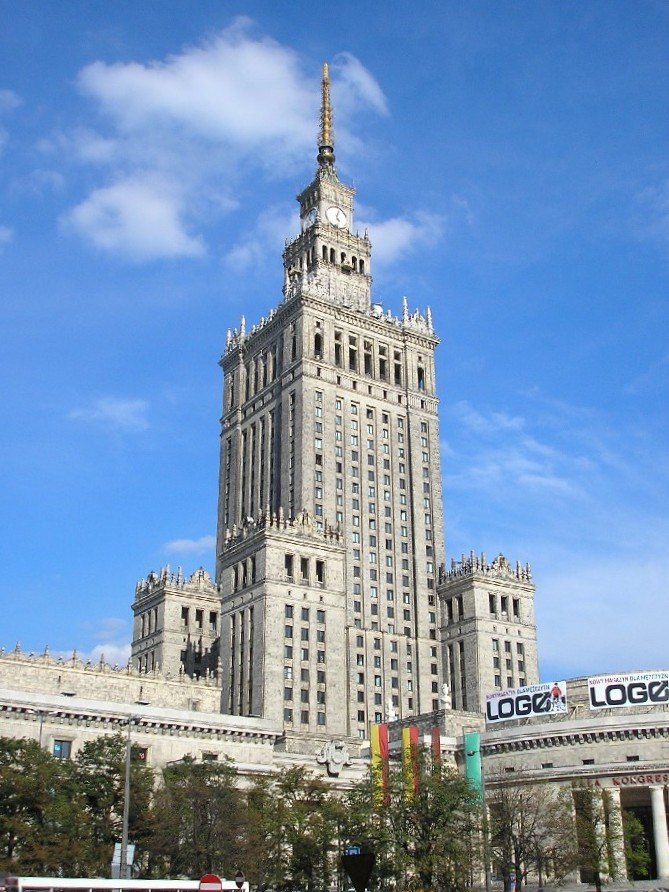
Kulturpalatset i Warszawa, en släkting till De sju systrarna i Moskva, byggt 1952–1955.

Arkitekturstilen exporterades även från Sovjet till andra länder i Sovjetblocket och andra socialistiska länder. Ett exempel på detta är Kulturpalatset i Warszawa, en gåva från Stalin till det socialistiska Polen. Fram tills det att andra skyskrapor byggdes i Warszawa i början av 2000-talet, dominerades stadens skyline av Kulturpalatset.

### En sentida syster
År 2003 byggdes Triumfpalatset i Moskva, ett modernt bostadshus. Byggnaden, i mycket imposant stil, anses nu vara syster "nummer 8".